# دیگو آلوس
دیگو آلوس کارِیرا (پرتغالی: Diego Alves Carreira؛ زادهٔ ۲۴ ژوئن ۱۹۸۵) بازیکن سابق فوتبال اهل برزیل است که در پست دروازه‌بان بازی می‌کرد.
دیگو آلوز در تیم‌های فوتبال اتلتیکو مینیرو ،آلمریا، والنسیا و فلامینگو سابقهٔ حضور دارد.دیگو آلوز در تاریخ ۲۱ ژانویه ۲۰۲۵ از فوتبال خداحافظی کرد.
این بازیکن همچنین از سال ۲۰۱۱ تاکنون ۱۰ بار برای تیم ملی فوتبال برزیل به میدان رفته‌است.